# Друмско-железнички мост (Нови Сад)
Друмско-железнички мост или Мост Бошка Перошевића је био мост на реци Дунав у Новом Саду у Србији.

## Историја
Годину дана након НАТО бомбардовања Југославије и рушења сва три велика моста преко Дунава у Новом Саду, 29. маја 2000. године, отворен је Друмско - железнички мост. На предлог Слободана Милошевића, у то време председника Југославије, мост је добио име по убијеном српском политичару и председнику Извршног већа Војводине Бошку Перошевићу.
Мост је пројектован да буде привремени једнотрачни железнички и друмски мост, након рушења оближњег Жежељевог моста током НАТО бомбардовања Југославије 1999. године.
У октобру 2018. године, након завршетка новог Жежељевог моста, почело је демонтирање моста Бошка Перошевића. До марта 2019. године завршена је прва фаза демонтаже моста.

## Галерија
- Друмско - железнички мост
- Друмско - железнички мост
- Друмско - железнички мост
- Воз на мосту